# 莱斯-阿塔斯
莱斯-阿塔斯（法語：Lées-Athas，法語發音：[lezatas]）是法国大西洋比利牛斯省的一个市镇，属于奥洛龙-圣玛丽区。该市镇于1790-1794年间由莱斯（Lées）和阿塔斯（Athas）合并而成。

## 地名
《世界地名翻译大辞典》与《世界地名译名词典》将其连译作“莱萨塔”，然而该地名“Lées-Athas”由两地名组成，且末尾字母“s”发音。

## 地理
莱斯-阿塔斯（42°58'28"N, 0°37'18"W）面积44.81 平方千米，位于法国新阿基坦大区大西洋比利牛斯省，该省份为法国东南部省份，涵盖了贝阿恩与北巴斯克，西临大西洋比斯開灣，北至朗德省，东北接热尔省，东临上比利牛斯省，南与西班牙接壤。
与莱斯-阿塔斯接壤的市镇（或旧市镇、城区）包括：伊萨瓦、莱斯坎、阿库斯、伯杜斯、奥斯昂纳斯普、阿雷特。
莱斯-阿塔斯的时区为UTC+01:00、UTC+02:00（夏令时）。

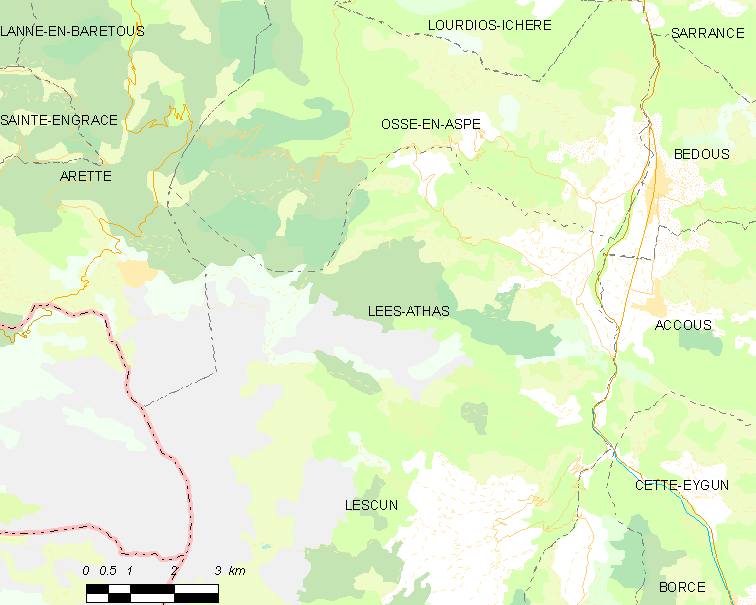
莱斯-阿塔斯的OSM定位图

## 行政
莱斯-阿塔斯的邮政编码为64490，INSEE市镇编码为64330。

## 政治
莱斯-阿塔斯所属的省级选区为奥洛龙-圣玛丽第一县。

## 人口

1962-2008年间莱斯-阿塔斯人口变化图示

莱斯-阿塔斯于2022年1月1日时的人口数量为232人。